# 시해탈
시해탈(時解脫, 산스크리트어: sāmayikī vimuktiḥ, samaya-vimukti, samaya-mukta, samaya-vimukta, 영어: liberation contingent on time), 대시해탈(待時解脫), 또는 시애심해탈(時愛心解脫)은 불교의 성자들 중 아라한의 한 부류를 일컫는 말로서 불시해탈(不時解脫) 즉 부동심해탈(不動心解脫)의 상대가 되는 것으로, 근기가 둔하여 때를 기다려 비로소 능히 선정(특히 멸진정)에 들 수 있는 아라한, 즉, 뛰어난 인연을 만난 때여야 비로소 심해탈(心解脫) 즉 8해탈(八解脫, 특히 멸수상정해탈)에 들 수 있는 아라한, 즉, 아직 해탈장(解脫障)을 완전히 벗어나지 못한 아라한을 말한다.
달리 말하면, 시해탈은 퇴법아라한 · 사법아라한 · 호법아라한 · 안주법아라한 · 감달법아라한 · 부동법아라한의 6종아라한(六種阿羅漢) 중 마지막 부동법아라한을 제외한 처음 다섯 유형의 아라한을 통칭하는 말이다. 즉, 아라한을 크게 둔근과 이근의 근기에 따라 나눌 때 시해탈은 둔근의 아라한이고 불시해탈은 이근의 아라한이다.
여기서, 때[時] 즉 뛰어난 인연이란, 《아비달마대비바사론》제101권에 따르면, 여럿이 있지만 요약하면 6가지가 있는데, 좋은 옷[好衣] · 좋은 음식[好食] · 좋은 침구[好臥具] · 좋은 처소[好處所] · 좋은 설법[好說法] · 좋은 보특가라[好補特伽羅時, 좋은 사람 好人]을 만나게 된 때이다.
시해탈(時解脫)은 다음의 분류 또는 체계에 속한다.
- 아라한의 한 부류이다.
- 아라한을 근기에 따라 크게 2유형으로 나눈 둔근의 시해탈과 이근의 불시해탈의 중의 하나이다.
- 퇴법아라한 · 사법아라한 · 호법아라한 · 안주법아라한 · 감달법아라한 · 부동법아라한의 6종아라한(六種阿羅漢) 중 처음 다섯 유형의 아라한을 통칭한다.
- 퇴법아라한 · 사법아라한 · 호법아라한 · 안주법아라한 · 감달법아라한 · 부동법아라한 · 불퇴법아라한의 7종아라한(七種阿羅漢) 중 처음 다섯 유형의 아라한을 통칭한다.

## 같이 보기
- 성자 (불교)
- 7성(七聖)
- 혜해탈(慧解脫)
- 심해탈(心解脫)
- 구해탈(俱解脫)
- 9무학(九無學)
- 18유학(十八有學)